# Fritillaria lusitanica
Fritillaria lusitanica — багаторічна рослина родини лілійних. лат. lusitanica — географічний епітет, що натякає на його місце зростання в Лузітанії.

## Опис
Багаторічна трав'яниста рослина до 50 см заввишки з вузьким, довгим і черговим листям. Бульби 0,5–1,2 см в діаметрі. Найнижчі листки 4,5–10 × 0,1–0,3(0.5) см. Квітки поодинокі, іноді в парах або в групах по 3. Цвіте з лютого по травень.

## Поширення
Захід Середземномор'я. Росте в кам'янистих і сухих місцях, в рідколіссях самшиту або сосни, між 500 і 2000 м.

## Галерея

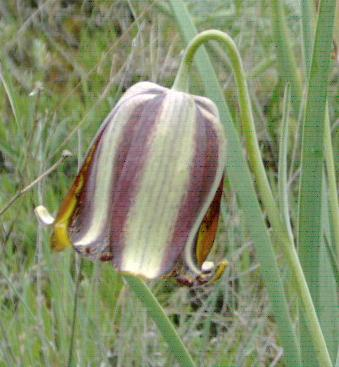
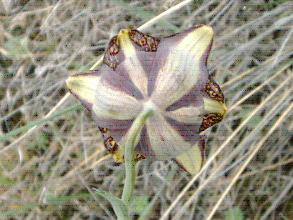

| Гібіскус | Це незавершена стаття про квіткові рослини. Ви можете допомогти проєкту, виправивши або дописавши її. |